# Distributionskanal
En distributionskanal är en eller flera organisationer som samarbetar för att göra en produkt tillgänglig för slutlig konsument eller annan användning. Företag kan antingen välja att sälja direkt till konsument eller använda sig av en eller flera mellanhänder. Det kan ta tid att bygga upp bra relationer mellan de olika mellanhänderna då det är en trögföränderlig process.

Valet av distributionskanaler är ett strategiskt beslut som är avgörande för företagets framtid.

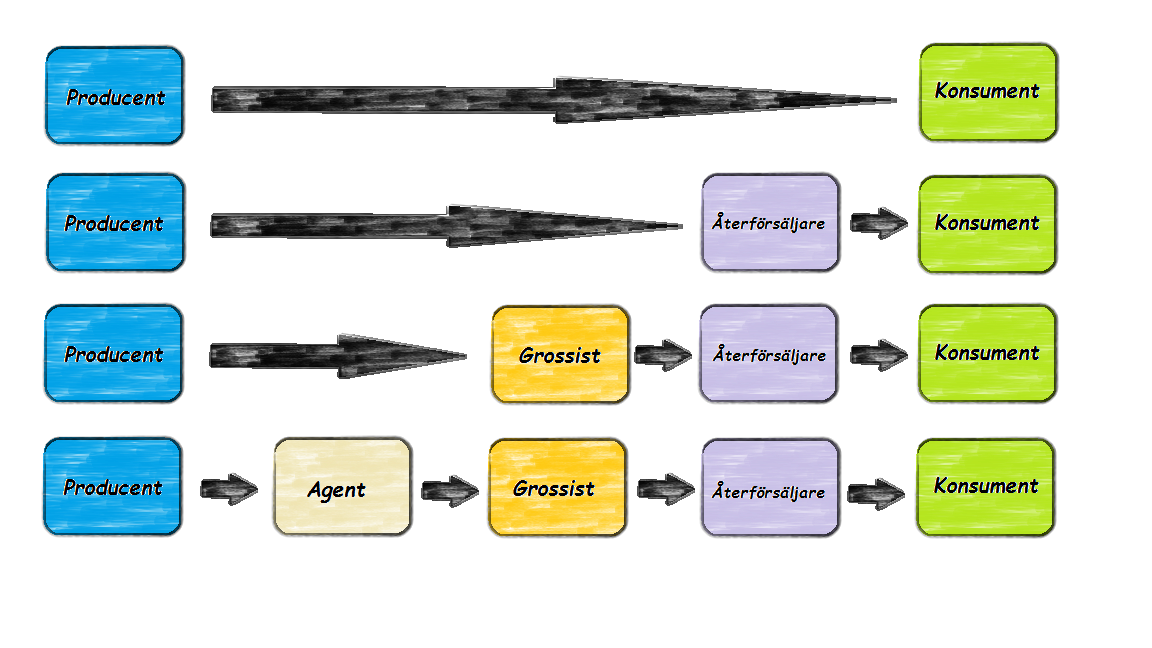
Olika typer av distributionskanaler.

## Kanalnivåer
En kanalnivå är ett lager av mellanled som utför aktiviteter för att få en produkt till slutlig konsumtion. Det finns olika typer av aktiviteter som mellanleden kan genomföra, till exempel risktagande, matchning, förhandling, finansiering, kontakt, promotion och fysisk distribution. Producenten väljer hur många mellanled den vill använda sig av, men kan också sälja direkt till konsumenten.
- Producenten tillverkar produkten eller tjänsten som sedan ska säljas till konsumenterna.[5]

- Grossisten är en organisation som förmedlar varor vidare till återförsäljare. De viktigaste uppgifterna för en grossist innebär oftast lagerhållning, transportering eller inköp av varor.[6]
- Återförsäljaren är den sista nivån i distributionskanalen och säljer vidare produkten till konsumenten.[7]
- Konsument är det slutliga steget i distributionskanalen, det är i detta steg produkten förbrukas.[8]

## Direkta och indirekta distributionskanaler
Det finns två olika sorters distributionskanaler, direkta och indirekta. Kanalerna kan se ut på olika sätt, och kan innehålla en eller flera mellanhänder. Direkta distributionskanaler innebär att producenten säljer direkt till slutkonsumenten. Indirekta distributionskanaler har en eller flera mellanhänder, som ägs och drivs av någon annan än producenten. Ett exempel på en indirekt distributionskanal är att företaget använder sig av outsourcing istället för att ha egna återförsäljare. Det innebär att företaget samarbetar med externa återförsäljare.
Det finns både fördelar och nackdelar med direkta respektive indirekta distributionskanaler. Vid direkt försäljning till konsumenten får företaget bättre relationer med konsumenterna, samt full kontroll över hur varan eller tjänsten säljs. Om det är en vara som säljs hos en extern återförsäljare kan de själva bestämma var produkten ska placeras i butiken och vad personalen bör kunna om produkten. Samtidigt finns det en risk för minskad försäljning och att företaget får en större kostnad. Detta för att företaget utför mer arbete och använder sig av färre distributionskanaler. Företag kan se det som en trygghet att använda sig av en fristående återförsäljare, men det kan också vara en begränsning. En fristående återförsäljare står själva för kontrollen och styrningen, och det är de själva som tjänar pengar vid vinst eller förlorar pengar vid förlust. Dessutom får företaget inte direkt kontakt med konsumenter, vilket kan leda till sämre kundrelationer.
Det finns även företag som använder sig av både direkta och indirekta distributionskanaler för att maximera försäljning, samt få bättre relationer med konsumenterna. Ett sådant system där ett företag nyttjar fler än en kanal benämns Multikanaliserat distributionssystem (Multichannel distribution system). En producent kan exempelvis sälja direkt till konsument via Internet-handel och samtidigt använda sig av återförsäljare för indirekt försäljning, för att på så sätt nå två olika kundsegment. 

### Intensiv, selektiv och exklusiv distribution
När ett företag avgör vilka och hur många återförsäljare som det ska använda finns det flera tillvägagångssätt. Intensiv, selektiv och exklusiv distribution är tre olika strategier med olika syften. Intensiv distribution innebär att företaget vill nå en så hög marknadstäckning som möjligt, med hjälp av alla tillgängliga återförsäljare. Detta är en typisk strategi för företag med livsmedelsprodukter, så som Kraft Foods och Coca-Cola. Intensiv distribution kan medföra att det blir svårare att särskilja varumärket för konsumenten, men har möjlighet att med hjälp av ett större antal återförsäljare sälja större volymer.
När producenten vill begränsa antal återförsäljare inom ett specifikt område använder den sig av en selektiv distribution, där syftet är att varumärket ska förknippas med premiumprodukter, som till exempel Hotpoint använder sig av. Det finns också en större möjlighet att påverka och samarbeta med återförsäljaren för att på så vis skapa goda och långsiktiga relationer. Ett företag som väljer en selektiv distribution kan betona varumärket och då ha ett högre pris jämfört med den intensiva strategin.
Exklusiv distribution begränsar antal återförsäljare till endast ett fåtal inom ett större geografiskt område, och används när varumärket ska vara exklusivt. Exklusiv distribution är vanligast bland varumärken i lyxsegmenten, som exempelvis Bentley och Rolex. Exklusiv distribution kännetecknas av goda relationer med återförsäljare och därigenom mer kontroll över priser, service samt marknadsföring.

## Olika marknadsföringssystem
Aktörer i näringskedjan kan samarbeta i olika former för att effektivisera verksamheten i en distributionskanal. Detta kan ske utifrån två olika marknadsföringssystem, ett vertikalt marknadsföringssystem vilket innebär en formell eller informell samordning mellan producent, grossist och återförsäljare eller genom ett horisontellt marknadsföringssystem. Det horisontella systemet innebär att två eller flera aktörer på samma nivå samarbetar med kapital, marknadsföringsresurser eller produktionsteknik för att effektivisera verksamheten.

### Vertikalt marknadsföringssystem
Det vertikala systemet innebär en samordnad distributionskanal bestående av en kedja av företag som samarbetar för att nå konsumenten med sin vara eller tjänst. Traditionellt bestående av producent, grossist och återförsäljare.

Fördelen med ett vertikalt system är möjligheten till stordriftsfördelar, ökad förhandlingskraft samt eliminering av dubbel uppsättning tjänster. I ett vertikalt system kan det trots sina fördelar uppstå konflikter baserat på oenigheter mellan företag från olika nivåer inom distributionskanaler. Detta gäller vanligtvis mål, roller och belöningar. Denna typ av konflikt benämns som vertikal konflikt.

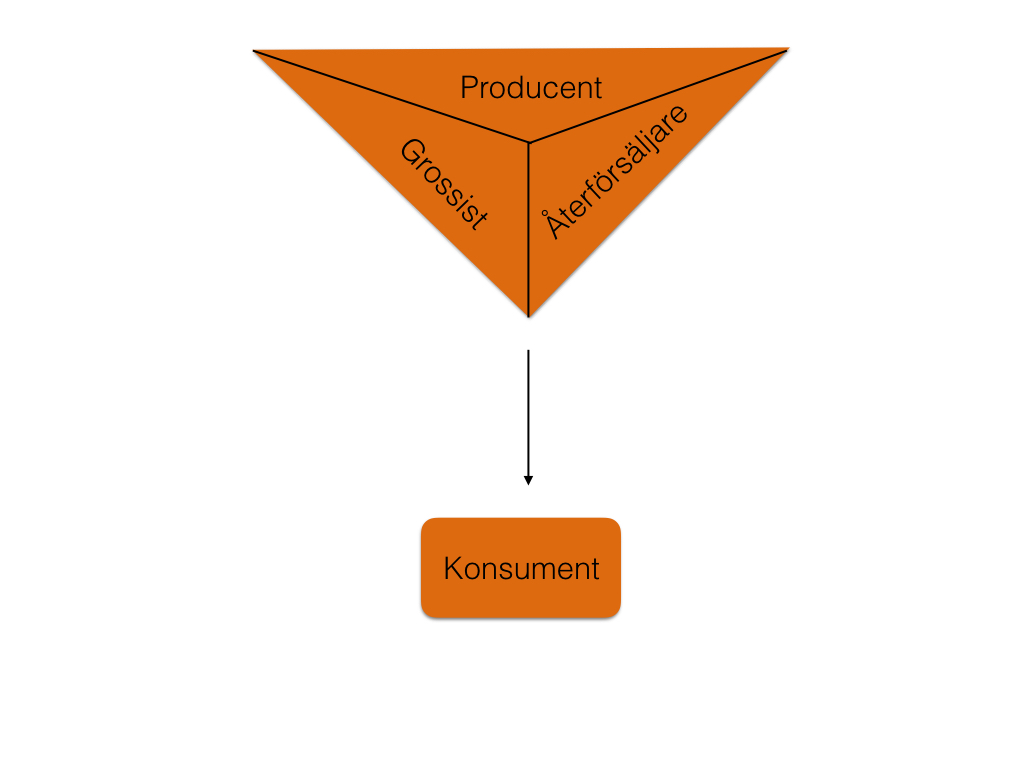
Vertikalt samarbete, med en formellt eller informellt samordnad distributionskanal

Vertikalt marknadsföringssystem kan delas upp, beroende på vart och vem som besitter störst makt eller ledarskap, i tre olika typer av system: kollektivt, kontraktsbaserat och administrativt marknadsföringssystem .

### Kollektivt marknadsföringssystem
Denna typ av samarbetsform innebär att det är en gemensam ägare för alla distributionsenheter. En distributionskanal utgörs endast av ett enda företag som hanterar allt från produktion till försäljning. Ett och samma företag utgör alla aktörer i distributionskanalen. Exempelvis ett oljebolag som äger bensinmackar i samma namn. 

### Kontraktbaserat marknadsföringssystem
Denna typ av samarbetsform är när oberoende företag, ofta från olika delar av en distributionskanal, upprättar avtal om samarbeten för att därigenom åstadkomma bättre resultat än vad dessa hade gjort på egen hand. Franchising är den vanligaste formen av avtalsbundet vertikalt marknadsföringssystem. Franchising går ut på att en franchisetagare, en enskild företagare, upprättar ett avtal med franchisegivaren där den enskilda företagaren tillåts sälja franchisegivarens produkter eller tjänster. Därmed har de rätten att erhålla en viss service, till exempel utbildning och sortimentsval, men franchisetagaren har även rätt att sälja sina produkter eller tjänster till franchisegivare.

### Administrativt marknadsföringssystem
Den administrativa samarbetsformen bygger på att en enskild aktör i en distributionskanal koordinerar produktion och distribution utan kontrakt. Denna typ av samarbete fungerar endast om det finns en aktör som har stor kapacitet, kunskap och är mäktig i sitt inflytande på de andra aktörerna i en distributionskanal. De andra aktörerna i distributionskanalen blir tvungna att följa den ledande aktörens riktlinje. Vanligtvis så är det de stora och framgångsrika butikskedjorna som brukar denna metod. 

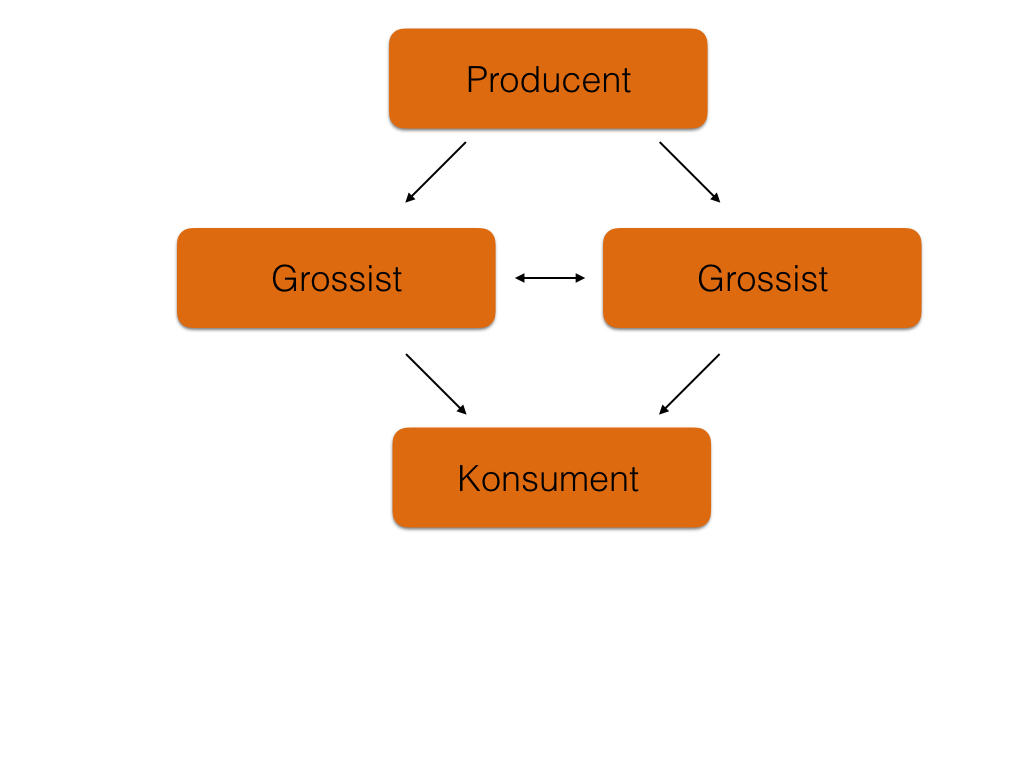
Horisontellt samarbete mellan aktörer på samma nivå

### Horisontellt marknadsföringssystem
Ett horisontellt samarbete innebär att företag på samma nivå tar hjälp av varandra för att nå större genomslag på marknaden. Genom att företagen samarbetar kring kapital, marknadsföringsresurser och produktionsteknik kan företagen erhålla större lönsamhet och fler marknadsandelar än de kunnat om de arbetat separat. Dessa företag har ingen formell koppling till varandra, men strävar mot samma mål, att bli ett större och starkare varumärke. Vanligast är att mindre företag som inte har det kapital som krävs för att själva marknadsföra sig och slå sig in på marknaden, tar hjälp av ett större företag.
Ett välfungerande flygnät är ett exempel där samarbetet kan leda till att bolagen inom en allians har möjlighet att öka passagerarvolymerna. Detta på grund av att konsumenter gärna väljer anslutande flygplan som ingår i samma allians. Alliansens utgångspunkt är att resebyråer som bokar resenärer till ett flygbolag med stor sannolikhet bokar anslutande flyg inom alliansens gränser. I ett horisontellt marknadsföringssystem kan det även uppstå konflikter kring styrande och vem det är som delegerar uppgifterna. Även oklarheter kring uppfattning av regler och utformning av rutiner kan uppstå då varje företag har sin egen ledning och kultur. Denna typ av samarbete kan också tolkas som olaglig kartellbildning.